# Himalayathargeit
De himalayathargeit (Hemitragus jemlahicus) is een hoefdier uit de familie van holhoornigen (Bovidae). Het is de enige nog levende vertegenwoordiger van het geslacht Hemitragus en de himalayathargeit is verwant aan de geiten (geslacht Capra). De Arabische thargeit en de Nilgirithargeit werden tot 2005 ook tot Hemitragus gerekend, maar blijken genetisch nauwer verwant te zijn aan andere geslachten. Dit hoefdier komt voor in het Himalayagebergte en is verder geïntroduceerd in verschillende bergachtige streken op andere continenten.

## Uiterlijk
De himalayathargeit heeft een schofthoogte van 60 tot 90 cm en een lichaamslengte van 110 tot 170 cm. De staart is slechts 9 cm lang. Het gewicht bedraagt 135 tot 180 kg. Dit dier kenmerkt zich door een dikke, ruigharige bruine vacht, die rond de schoften, de hals en de borst manen vormt. De himalayathargeit heeft verder lange hoorns, relatief korte poten en een smalle kop met kleine puntige oren. Mannelijke thargeiten zijn over het algemeen groter dan vrouwelijke dieren hebben bovendien een andere vachtkleur en hoornstructuur.  

## Leefwijze
De himalayathargeit leeft in groepen van dertig tot veertig dieren en voedt zich met plantaardig materiaal zoals grassen en bladeren. Na een draagtijd van ongeveer zeven maanden wordt gewoonlijk één jong geboren. In het wild wordt de himalayathargeit tien tot vijftien jaar oud.

## Leefgebied
Van oorsprong bewoont de himalayathargeit de beboste berghellingen van de Himalaya in Tibet, India (deelstaten Sikkim, Punjab en Kasjmir) en Nepal. 
In de loop der jaren is de himalayathargeit geïntroduceerd in Nieuw-Zeeland, de Amerikaanse staten New Mexico en Californië, Zuid-Afrika en de Canadese provincie Ontario. In Nieuw-Zeeland bewoont de himalayathargeit de hogere delen van het Zuidereiland, waar het in 1904 en 1909 is geïntroduceerd. De soort komt in dusdanig grote aantallen voor dat het beschouwd wordt als schadelijk voor de inheemse flora en fauna. In zijn natuurlijke verspreidingsgebied wordt de himalayathargeit als kwetsbaar beschouwd, maar in Nieuw-Zeeland wordt dit hoefdier afgeschoten voor de plezierjacht. De himalayathargeit geldt als geliefde trofee onder jagers.